# Chevrolet Malibu
Chevrolet Malibu este o mașină de dimensiuni medii, fabricată și comercializată de Chevrolet între 1964 și 1983 și din 1997 până în prezent. Malibu a început ca model de Chevrolet Chevelle, devenind propria sa linie de modele în 1978. Inițial, un intermediar cu tracțiune spate, GM a revigorat plăcuța de identificare Malibu ca mașină cu tracțiune față în 1997. 
Numit după comunitatea de coastă din Malibu, California, Malibu a fost comercializat în principal în America de Nord, cu a opta generație introdusă la nivel global. 

## Galerie foto

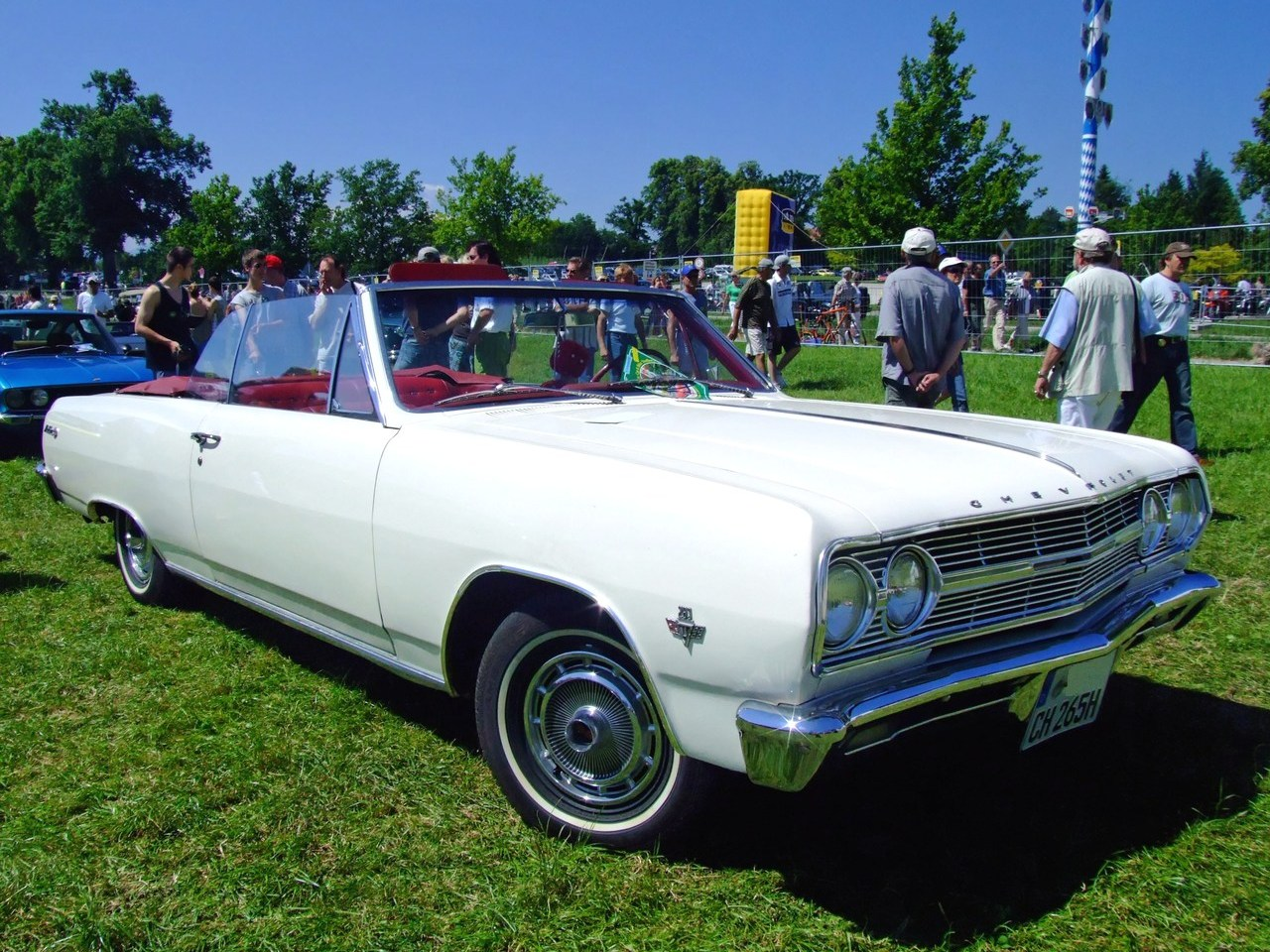
1965 Chevrolet Chevelle Malibu SS convertible
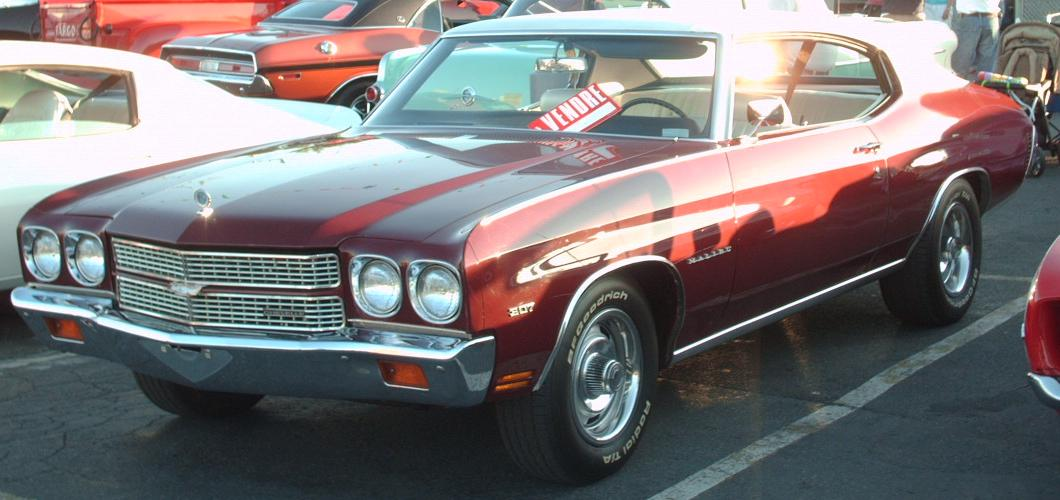
1970 Chevrolet Chevelle Malibu Sport Coupe
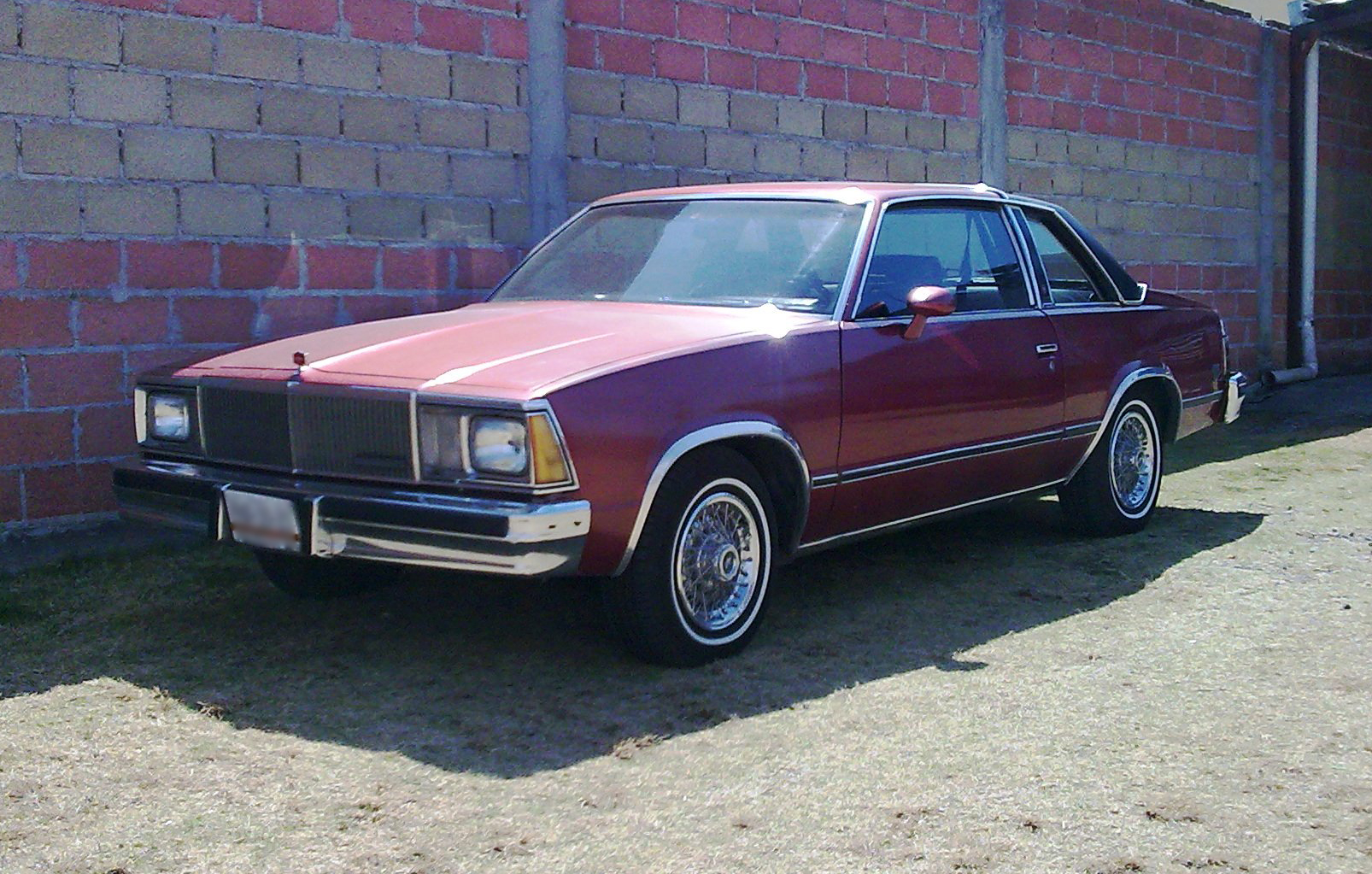
1980 Chevrolet Malibu Classic Landau
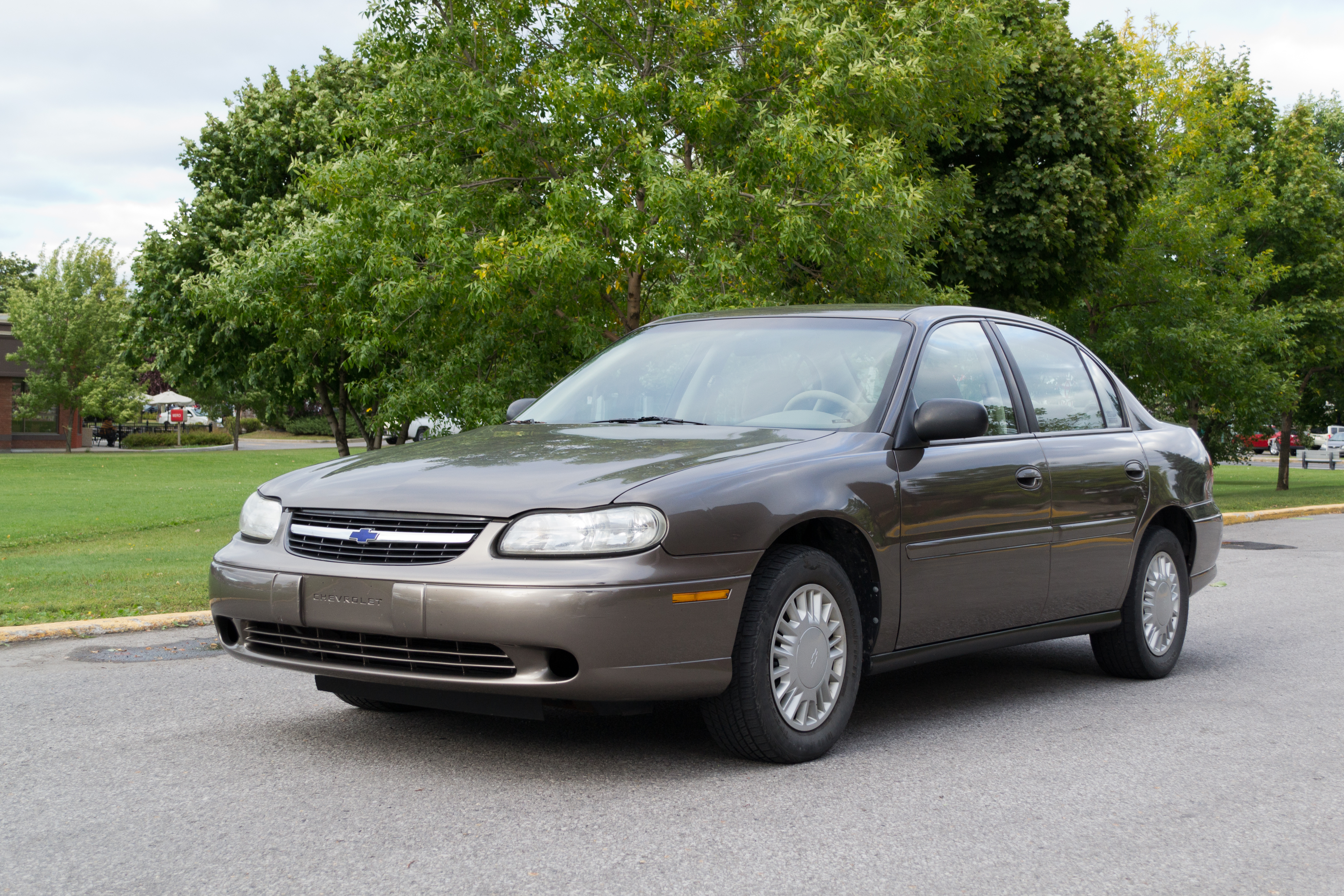
2001 Chevrolet Malibu
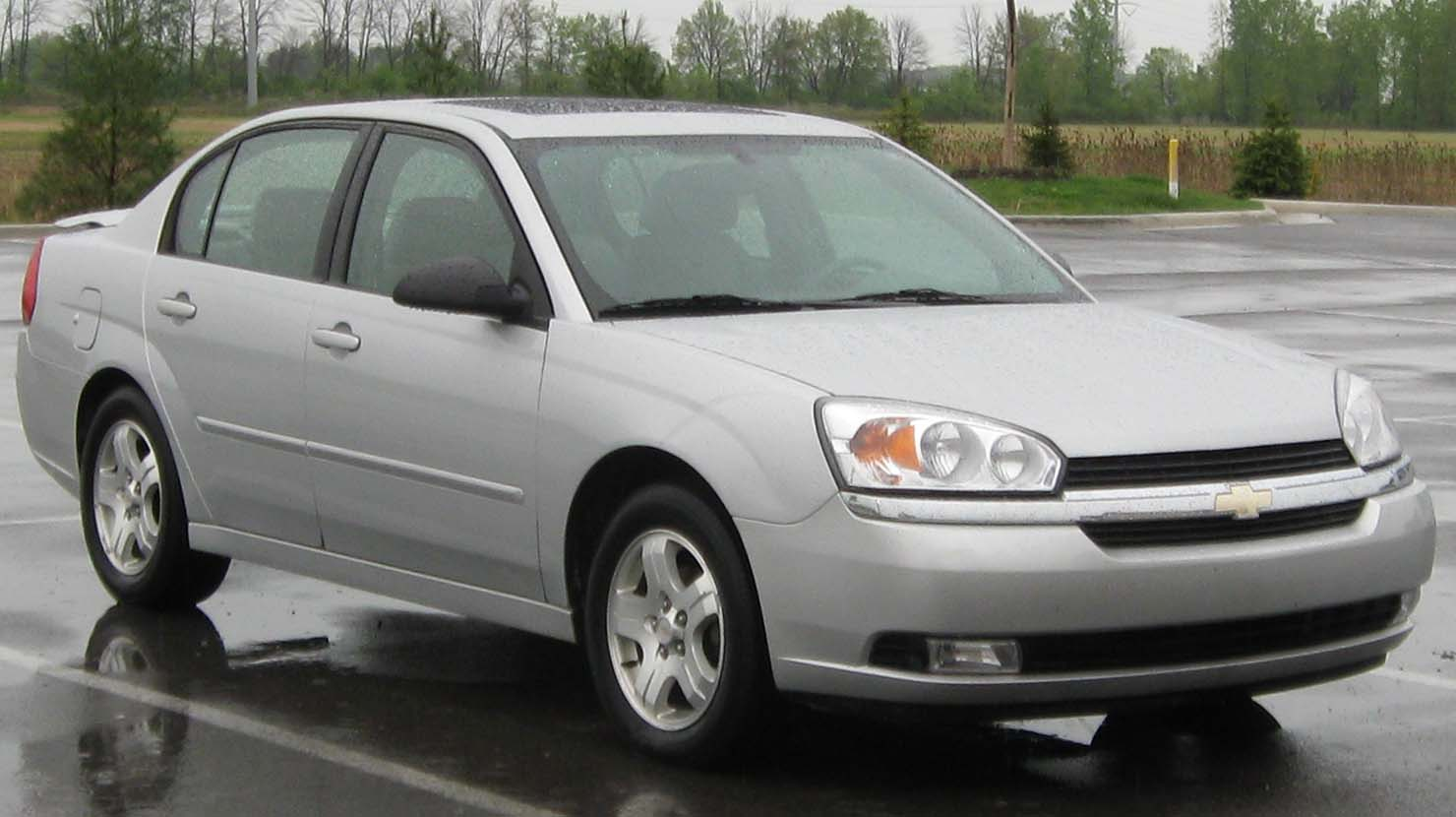
2004 Chevrolet Malibu
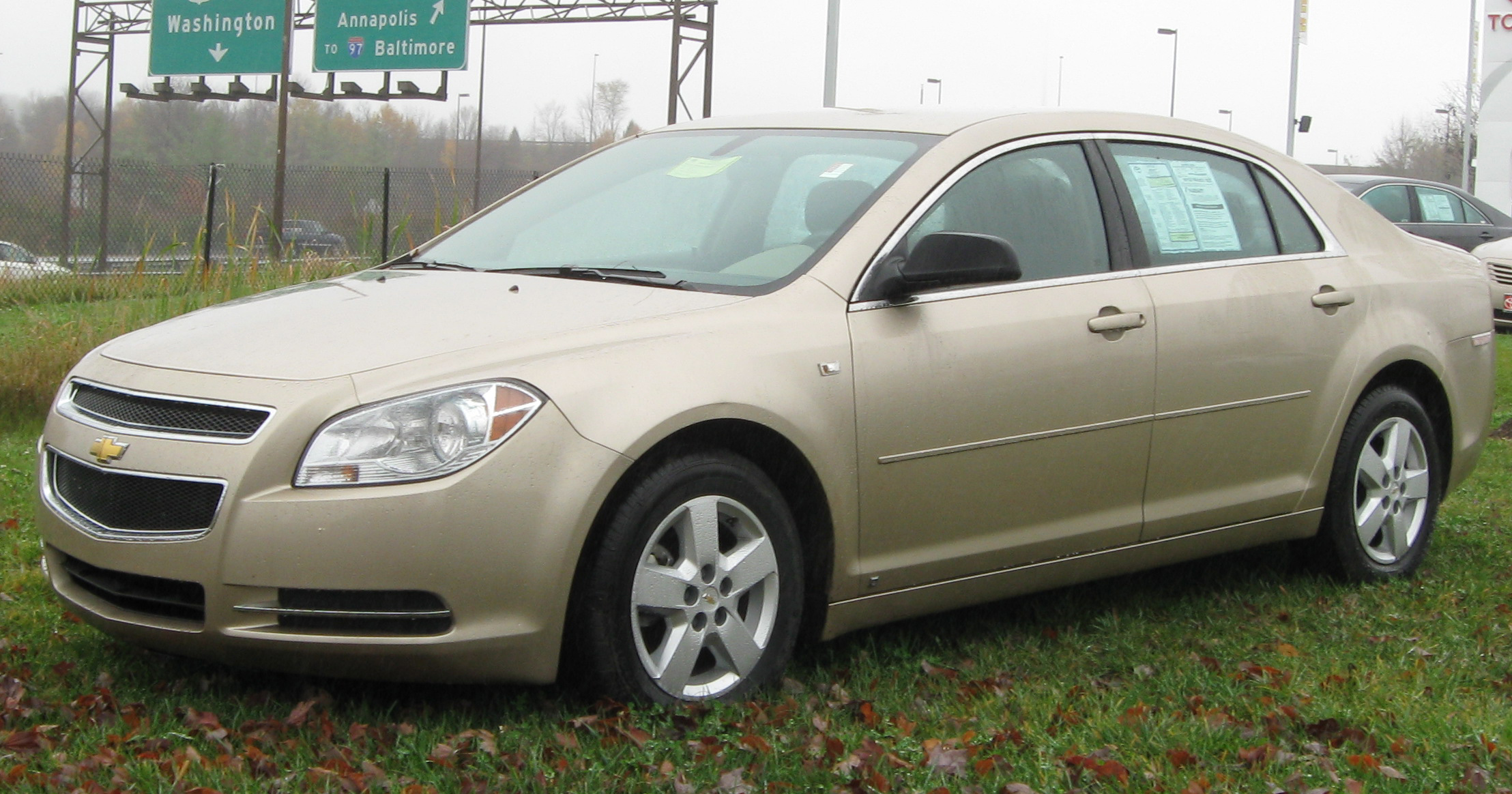
2008 Chevrolet Malibu
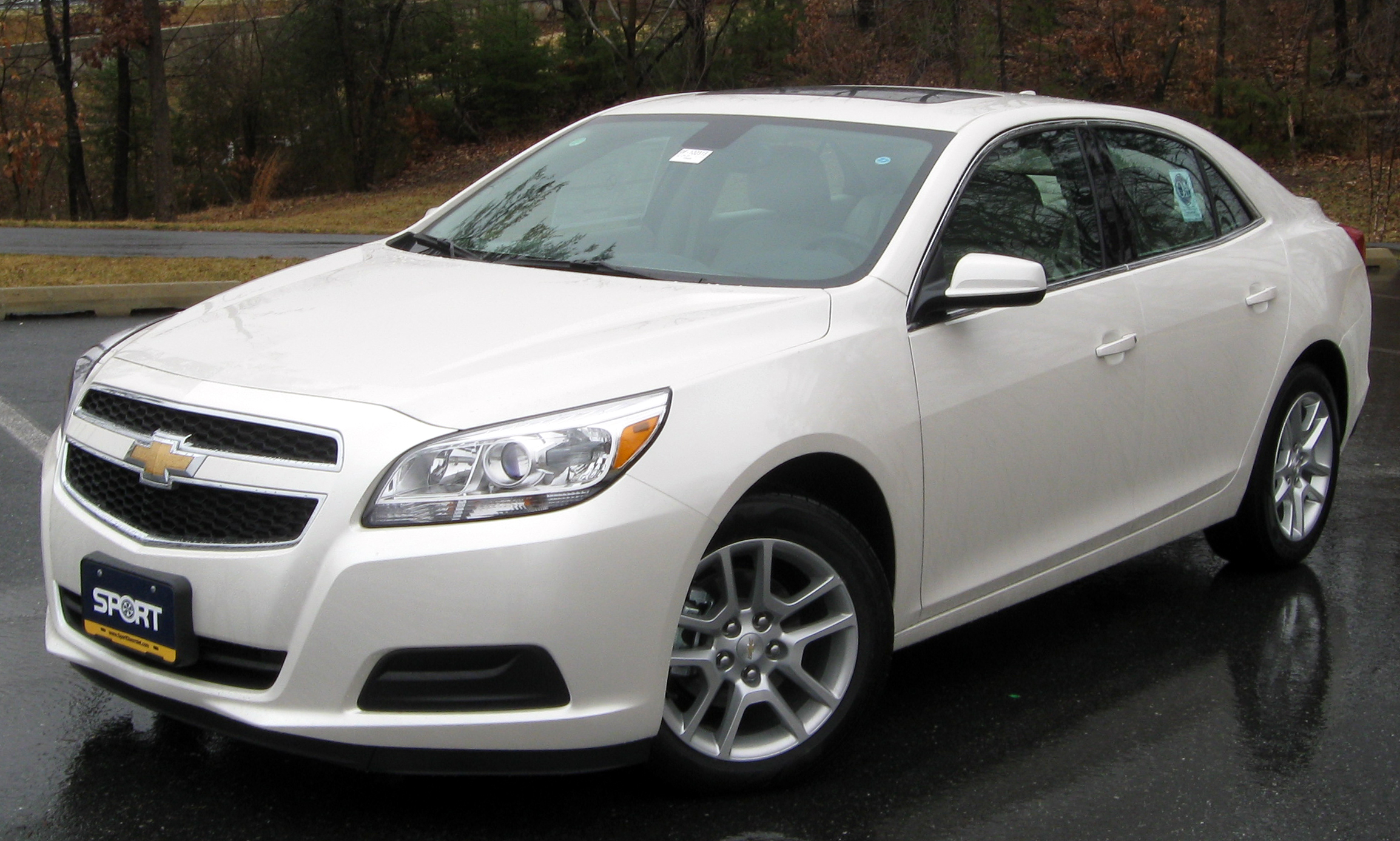
2013 Chevrolet Malibu
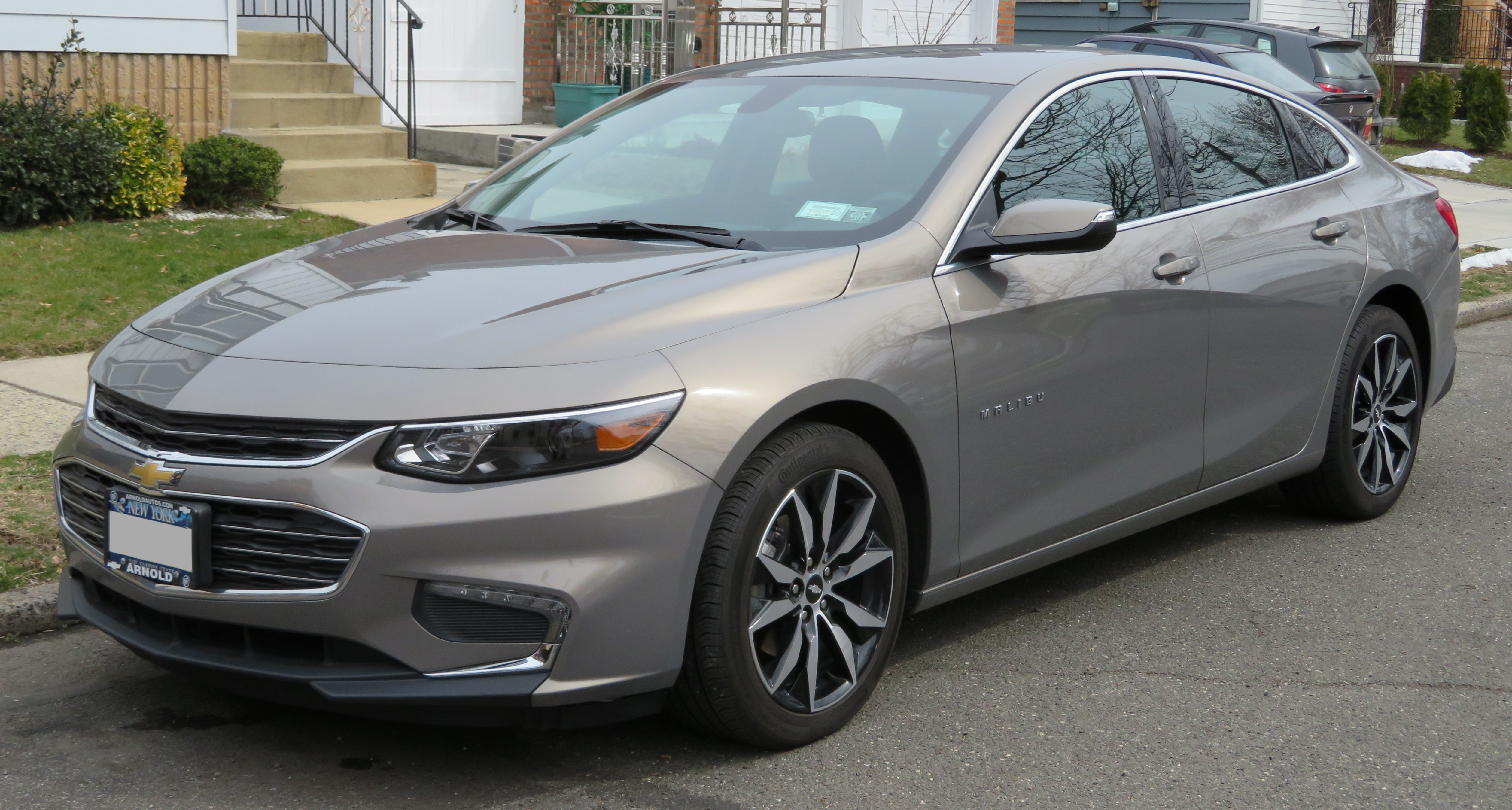
2017 Chevrolet Malibu

## Legături externe
- Site web oficial
- Chevrolet Malibu pe Curlie
- CNN Money: Chevy Malibu Wins Car of the Year